# Внезапное пробуждение
«Внезапное пробуждение» (англ. Rude Awakening) — американская комедия 1989 года Дэвида Гринуолта и Аарона Руссо. Главные роли в фильме исполнили Чич Марин и Эрик Робертс.

## Сюжет
1969 год. Двое хиппи из Нью-Йорка Фред Вук и Хесус Монтея вынуждены бежать из страны из-за преследования со стороны правительства. Их обвиняют в уклонении от мобилизации и участии в антиправительственных акциях протеста. Ранее правительство уже ставило опыты над Хесусом. Его кормили ЛСД и заставляли смотреть патриотические видео из расчёта «переделать» его в «патриота» и отправить воевать во Вьетнам. В Нью-Йорке Фред и Хесус оставляют своего друга Сэмми, который пишет книгу, и девушку Фреда художницу Петру.
Проходит 20 лет. Всё это время Фред и Хесус жили в коммуне в джунглях одной из Центральноамериканских стран. Однажды они обнаруживают в джунглях смертельно раненого американца, за которым гонятся местные военные. Американец передаёт Фреду и Хесусу секретные документы, которые просит уничтожить. Из документов Фред узнаёт, что США готовят вторжение в эту страну. Фред и Хесус возвращаются в Нью-Йорк, чтобы обнародовать планы американского правительства и остановить надвигающуюся войну.
Америка конца 1980-х производит на Фреда и Хесуса удручающее впечатление. Появилось много новых вызовов, наподобие озоновой дыры, СПИДа или крэка. Самое же главное, что их старые друзья-хиппи превратились в яппи. Петра стала дизайнером высокой моды, а Сэмми больше не пишет книг, у него теперь бизнес с соляриями. Ронни, у которой в конце 1960-х прятались хиппи, теперь держит кафе, оформленное в стиле «Вудстока». Фред возмущается, что все они бросили борьбу, но Сэмми и Петра справедливо упрекают его в том, что он сам сбежал в джунгли, где занимался только тем, что выращивал «траву» и курил её.
Фред, Хесус, Сэмми и Петра объединяются, чтобы устроить забастовку в Университете Нью-Йорка, но её быстро разгоняют. Документы о планах американского правительства о вторжении попадают в главные американские газеты, но это ни на что не влияет. США устраивают вторжение, как и планировали. При этом общество никак на это не реагирует, более того обычные американцы даже поддерживают войну. Фред впадает в отчаяние. Тем не менее, на улице его обступают студенты, которых вдохновила его речь в университете. Они рассказывают ему о проблемах, которые их волнуют, и просят его помочь им организоваться.
Фильм заканчивается песней «Revolution».

## В ролях
- Чич Марин — Хесус Монтея
- Эрик Робертс — Фред Вук
- Джули Хагерти — Петра Блэк
- Роберт Кэррадайн — Сэмми Марголин
- Бак Генри — Ллойд Стул
- Луиза Лассер — Ронни
- Синди Уильямс — Джун Марголин
- Андреа Мартин — Эйприл Стул
- Клифф Де Янг — агент Брубейкер
- Том Сайзмор — Иан
- Тимоти Лири — посетитель у Ронни

## Рецензии
Критики негативно приняли фильм. Роджер Эберт из Chicago Sun-Times поставил фильму 0 звёзд. По его мнению, фильм «тупой и неуклюжий». Рита Кемпли из The Washington Post назвала фильм «идиотским»: «это катастрофа с растраченным потенциалом». Винсент Кэнби из The New York Times отметил, что сама идея фильма неплохая, но реализация неудачная.